# Partido Comunista do Canadá
O Partido Comunista do Canadá (inglês: Communist Party of Canada francês: Parti communiste du Canada) é um partido político federal no Canadá , fundado em 1921 sob condições de ilegalidade. Embora não tenha atualmente nenhuma representação parlamentar, os candidatos do partido já foram eleitos para a Câmara dos Comuns, a legislatura de Ontário , a legislatura de Manitoba e vários governos municipais em todo o país. O partido também fez contribuições significativas para os movimentos sindicais, trabalhistas e de paz do Canadá.
O Partido Comunista do Canadá é o segundo partido político ativo mais antigo no Canadá, depois do Partido Liberal do Canadá. Em 1993, o partido foi caçado e teve seus bens confiscados, obrigando-o a iniciar o que se tornaria uma batalha política e jurídica vitoriosa de treze anos para manter o registro de pequenos partidos políticos no Canadá. A campanha culminou com a decisão final de Figueroa v Canada (AG), alterando a definição legal de partido político no Canadá. Apesar de seu status de partido político registrado, o Partido Comunista do Canadá coloca a grande maioria de sua ênfase na atividade extraparlamentar que chama de "movimentos trabalhistas e populares", conforme refletido em seu programa "O futuro do Canadá é o socialismo".
O Partido Comunista do Canadá participa do Encontro Internacional de Partidos Comunistas e Operários .